# 美女與純情男
《美女與純情男》是韓國KBS 2TV自2024年3月23日至9月22日間播映的週末電視劇。由金始慶作家與洪碩九導演繼《我唯一的守護者》後再度合作，並由林秀香、智鉉寓主演，劇情講述女演員和電視劇導演之間的戀愛故事。香港、新加坡由Viu播出。

## 製作
Star News於2023年6月21日報道，曾為KBS撰寫《我唯一的守護者》、《紳士與小姐》等週末劇的金始慶，將再次攜手《我唯一的守護者》的導演洪碩九，共同創作新週末劇《美女與純情男》。該劇預計接檔《孝心的家各自為生》，於2024年上半年開播，並由來夢來人製作，預算約為160億韓圓。劇集講述一夕之間跌落谷底的女演員，和愛著她而幫助她重新崛起的PD之間的愛情故事。12月31日，KBS於演技大賞典禮上，正式宣傳本劇，並宣布預計在2024年3月首播。
2024年2月7日，宣布MBN綜藝節目《現役歌王》參賽者金多賢將演唱本劇的原聲帶，也是她出道以來首次受邀演唱電視劇原聲帶。2月14日，釋出讀本會議影像。2月21日，發佈以主角兒時時期為主軸的首支預告，並正式敲定於3月23日開播。隔日，公佈以主角兒時時期為主題的海報。2月29日，公佈林秀香、智鉉寓親密合影的雙人海報。3月7日，釋出第3款海報。
由於轉播巴黎奧運會，本劇暫停播出2週。

### 選角
2023年6月22日，Loyalty E&M（로얄티이엔엠）、FN娛樂（FN엔터테인먼트）分別證實旗下藝人智鉉寓、林秀香收到本劇的主演提案。兩人分別主演過金始慶執筆之《紳士與小姐》及《吹吧，美風啊》，林秀香也是繼《五個孩子》後，再次演出KBS週末劇。11月22日，News1報導高允將出演本劇，飾演電視劇投資公司的代表孔振丹，並和飾演女演員朴度蘿的林秀香、飾演高必勝導演的智鉉寓詮釋三角關係。
2024年2月5日，公佈車和娟、朴相元、李壹花、鄭在順、林藝真、李斗日、尹宥善、金惠仙將出演本劇，朴根瀅也將特別演出。7日，公佈其他演員陣容，包括李令恩、梁大赫、李想浚、韓秀娥、李承亨、康星民、元裕軫、南中逵等。
5月17日，宣布《紳士與小姐》的女主角李世熙將特別演出，飾演暗戀高必勝的知名女演員。

## 演員與角色
- 林秀香（兒時：李蔎娥）飾演朴度蘿／金智朎[註 1][19]

女演員，有著開朗、有朝氣、勇於挑戰又能幹的性格。在母親的指導下，自幼便從事著演藝工作，並成為了一名大明星，但同時也是負責養家糊口的家長。出道已逾15年，並對像機器般賺錢的人生感到厭倦，但母親卻眷戀富裕和名聲，此時，在電視劇攝影現場遇見了初戀——菜鳥副導高必勝。然而，她因無力償還母親的賭博債務和身陷陪睡醜聞而自殺未遂，失去記憶後以金智朎的身份在漁村生活著。
- 智鉉寓（兒時：文成賢[20]）飾演高必勝／高大翀[註 2][19]

KMS放送局電視劇副導演，血氣旺盛，懷著大導演夢並抱著必勝的決心實踐夢想。對他而言，愛情和戀愛並非首要，但在電視劇《直進浪漫》的拍攝現場，和成為知名女演員朴度蘿重逢，自此陷入混亂。
- 車和娟飾演白美子[16]

度蘿的母親，度蘿娛樂代表。對家庭以外的事一概不知，丈夫卻突然死於一起肇事逃逸案，並陷入地獄般的生活。多虧女兒度蘿一夕成名，人生得以逆轉，並嚐到金錢的滋味。
- 朴相元飾演孔真澤[16]

APP集團會長。有著俐落、明理的性格，在公事上充滿魅力，在家裡則是多情的妻子傻瓜兼女兒傻瓜。
- 李壹花飾演張受延[16]

真澤的妻子。於美國留學的返國期間，經父母介紹，認識了真澤，並與他組成和睦的家庭，但她堅守著一個不為人知的秘密。
- 鄭在順飾演孔大淑[16]

真澤的姑姑，是孔家僅存的長輩，並為孔家的未來感到擔憂。從美國返回韓國後，使真澤的家庭陷入緊張。
- 林藝真飾演蘇金子[16]

必勝的奶奶。經常說不該說的話、做不該做的事，是個製造許多風波又話多的事故女王。
- 李斗日飾演高賢哲[16]

必勝的父親。對必勝而言，雖然是個好父親，但辭職後從事的任何事業都以失敗收場，令他的妻子感到氣憤委屈。
- 尹宥善飾演金善瑩[16]

必勝的母親，受延的高中同窗。堅強、開朗又可愛，也是個說到丈夫就會喪志，但說到兒子就無比驕傲的兒子傻瓜，但她總是提點必勝要提防女人。
- 金惠仙飾演洪愛嬌[16]

真澤父親的地下情人，也是振丹的母親、受延的朋友。搬進孔會長家後，不受到歡迎，但為了讓兒子成為APP集團會長而孤軍奮鬥著。
- 高允飾演孔振丹[15][16]

真澤同父異母的弟弟。憑著父親的遺言，成為豪門二公子，並擔任電視劇投資公司——天使投資的代表。對自己的出身感到自卑，導致脾氣暴躁，然而他卻對女演員度蘿一見鐘情。
- 李令恩飾演高明洞[17][21]

必勝的姑姑，電視劇編劇。5年前憑藉一部獨幕劇出道，至今卻仍是個無名作家，但她的自尊心強，成天埋頭於筆記型電腦，面臨著沒有朋友、沒有男朋友的現實。
- 梁大赫飾演朴度植[17][22]

度蘿的哥哥，度蘿娛樂副代表。是個倚靠妹妹、毫無對策又不懂事的長子，並愛上必勝的姑姑明洞。
- 李相俊飾演朴度俊[17][23]

度蘿的弟弟，因長姊如母，而對姊姊存著不一樣的情感。受到姊姊的支持，到國外留學，但因姊姊陷入困境而放棄學業。為了賺錢，擔任瑪莉的個人保鑣與司機。
- 韓秀娥飾演孔瑪莉[17][24]

真澤、受延的獨生女，12年前因一場交通事故，導致她只有12歲的智力和思考力。因深受家中長輩的愛護，因此對世上的任何事物毫不畏懼，並勇於表達對必勝的情感。
- 許真飾演金花粉

真澤家的廚房饌母，也是愛嬌的母親。
- 朴根瀅[註 3]飾演金峻燮[16]

必勝的外公，善瑩的父親。妻子早逝，便獨自扶養女兒成人。自校長職退休後，和女兒一家人同住一屋簷下。某天，一場意外為他們平靜的生活，引來巨大漣漪。
- 李承亨飾演洪進求[17]

必勝的前輩，電視劇《直進浪漫》的導演。
- 康星民飾演車奉受[17]

電視劇《直進浪漫》的男主角，經常在拍攝現場對度蘿咆哮。
- 元裕軫飾演曹菲菲[17]

有著蘆葦般的內心、外剛內柔的性格，和度蘿處於愛恨交織的敵對關係。
- 南中逵飾演李在動[17][25]

度蘿的經紀人，視度蘿如親姊姊般地照料、追隨。
- 李周實飾演李純情[26]

純情食堂的主人，患有失智症。將落海失去意識的度蘿誤認成失蹤的孫女金智朎，並把度蘿當成智朎照顧。
- 嚴孝燮飾演陳尚久[27]

愛嬌的初戀情人。
- 安妍紅飾演金五慶[28]

電視劇《不要說謊》、《薔薇之家》、《首爾Lady》的編劇。
- 車道鎮飾演崔導演[29]

電視劇導演，對明洞一見鍾情。

### 特別演出
- 印喬鎮
- 美嵐飾演貞美[30]

必勝高中時期的戀人。
- 李世熙飾演世羅[31]

追求必勝的女演員。

## 迴響
韓國蓋洛普調查千名18歲以上的韓國民眾，本劇獲得1.4%的喜好度，位居2024年4月「喜愛的放送影像節目」第8名。5月至7月，喜好度從2.8%上升至3.3%，連續3個月排行第2名，僅次於tvN土日劇《淚之女王》、MBC綜藝節目《我獨自生活》。8月，喜好度持續上升至3.6%，但下跌至第3名，居於SBS金土劇《好搭檔》以及《我獨自生活》之後。9月，喜好度下跌至2.6%，位居第7名。

### 收視率
《美女與純情男》於2024年3月23日在韓國地上波KBS 2TV開播，首集獲得15.3%的收視率，雖然位居收視冠軍，但仍低於前一檔《孝心的家各自為生》的開播收視（16.5%）。第13集收視下探至13%，第37集則受到轉播奧運停播2週的影響，創下自身最低收視12.4%。8月25日播出的第42集，20至49歲收視創下自身最高紀錄3.7%，9月22日播出的最終回第50集，則創下自身最高收視21.4%，20至49歲收視也達3.5%。
本劇前4集收視高於有線電視的tvN土日劇《淚之女王》，但自第5集起，連續8集被該劇超越。但與其他同期播映週末戲劇相比，高於同屬地上波的SBS金土劇《財閥X刑警》、《7人的復活》、《聯結》、《好搭檔》、《來自地獄的法官》，和MBC金土劇《美好世界》、《搜查班長1958》、《我們，家》、《我討厭炸豬排》、《白雪公主非死不可—Black Out》，以及綜合編成頻道的JTBC土日劇《Hide》、《雖然不是英雄》、《她的日與夜》、《浪漫這一家》，和MBN週末迷你劇《世子消失了》、金土迷你劇《壞記憶橡皮擦》，與TV朝鮮週末迷你劇《DNA Lover》，以及Channel A土日劇《凌晨兩點的灰姑娘》，還有有線電視的tvN土日劇《畢業》、《The Auditors監察》、《媽媽朋友的兒子》。同時，共有24週位居地上波週間收視冠軍，僅2024年5月第1週則被SBS的綜藝節目《我家的熊孩子》超越，下跌至第2名。
| 集數 | 集數      | 每季集數 | 每季集數 | 每季集數 | 每季集數 | 每季集數 | 每季集數 | 每季集數 | 每季集數 | 每季集數 | 每季集數 |
| 集數 | 集數      | 1        | 2        | 3        | 4        | 5        | 6        | 7        | 8        | 9        | 10       |
| ---- | --------- | -------- | -------- | -------- | -------- | -------- | -------- | -------- | -------- | -------- | -------- |
|      | 第1-10集  | 2.630    | 2.935    | 2.542    | 3.134    | 2.633    | 2.784    | 2.456    | 2.886    | 2.616    | 2.927    |
|      | 第11-20集 | 2.439    | 2.627    | 2.366    | 2.840    | 2.563    | 3.337    | 2.721    | 3.188    | 2.611    | 3.242    |
|      | 第21-30集 | 2.715    | 2.989    | 2.745    | 3.017    | 2.696    | 2.901    | 3.093    | 3.054    | 2.967    | 3.138    |
|      | 第31-40集 | 2.915    | 3.282    | 2.779    | 3.191    | 3.067    | 3.326    | 2.185    | 2.526    | 3.270    | 3.544    |
|      | 第41-50集 | 3.168    | 3.489    | 3.072    | 3.230    | 2.906    | 3.453    | 3.168    | 3.187    | 3.450    | 3.771    |

| 集數            | 播出日期      | 尼爾森全國收視率 | 尼爾森全國收視率 | 尼爾森首都圈收視率 | 尼爾森首都圈收視率 |
| 集數            | 播出日期      | 家庭戶比例       | 人數（百萬）     | 家庭戶比例         | 人數（百萬）       |
| --------------- | ------------- | ---------------- | ---------------- | ------------------ | ------------------ |
| 1               | 2024年3月23日 | 15.3%            | 2.630            | 14.1%              | 1.521              |
| 2               | 2024年3月24日 | 17.2%            | 2.935            | 16.0%              | 1.680              |
| 3               | 2024年3月30日 | 14.9%            | 2.542            | 13.9%              | 1.538              |
| 4               | 2024年3月31日 | 17.6%            | 3.134            | 16.0%              | 1.805              |
| 5               | 2024年4月6日  | 15.0%            | 2.633            | 14.2%              | 1.436              |
| 6               | 2024年4月7日  | 16.0%            | 2.784            | 14.5%              | 1.589              |
| 7               | 2024年4月13日 | 14.4%            | 2.456            | 13.5%              | 1.440              |
| 8               | 2024年4月14日 | 16.8%            | 2.886            | 14.9%              | 1.647              |
| 9               | 2024年4月20日 | 14.8%            | 2.616            | 13.1%              | 1.523              |
| 10              | 2024年4月21日 | 16.5%            | 2.927            | 15.2%              | 1.719              |
| 11              | 2024年4月27日 | 14.1%            | 2.439            | 13.1%              | 1.374              |
| 12              | 2024年4月28日 | 15.2%            | 2.627            | 14.0%              | 1.518              |
| 13              | 2024年5月4日  | 13.0%            | 2.366            | 11.8%              | 1.401              |
| 14              | 2024年5月5日  | 15.6%            | 2.840            | 13.6%              | 1.605              |
| 15              | 2024年5月11日 | 15.2%            | 2.563            | 14.6%              | 1.556              |
| 16              | 2024年5月12日 | 18.3%            | 3.337            | 17.1%              | 1.972              |
| 17              | 2024年5月18日 | 16.2%            | 2.721            | 15.1%              | 1.564              |
| 18              | 2024年5月19日 | 18.4%            | 3.188            | 17.1%              | 1.901              |
| 19              | 2024年5月25日 | 14.8%            | 2.611            | 13.9%              | 1.580              |
| 20              | 2024年5月26日 | 18.1%            | 3.242            | 16.8%              | 1.878              |
| 21              | 2024年6月1日  | 15.4%            | 2.715            | 14.0%              | 1.582              |
| 22              | 2024年6月2日  | 17.2%            | 2.989            | 15.7%              | 1.763              |
| 23              | 2024年6月8日  | 16.0%            | 2.745            | 14.0%              | 1.543              |
| 24              | 2024年6月9日  | 17.0%            | 3.017            | 16.1%              | 1.774              |
| 25              | 2024年6月15日 | 16.2%            | 2.696            | 15.3%              | 1.603              |
| 26              | 2024年6月16日 | 17.2%            | 2.901            | 16.4%              | 1.747              |
| 27              | 2024年6月22日 | 18.0%            | 3.093            | 17.0%              | 1.771              |
| 28              | 2024年6月23日 | 17.9%            | 3.054            | 17.0%              | 1.864              |
| 29              | 2024年6月29日 | 16.5%            | 2.967            | 15.6%              | 1.795              |
| 30              | 2024年6月30日 | 18.3%            | 3.138            | 17.2%              | 1.888              |
| 31              | 2024年7月6日  | 17.5%            | 2.915            | 17.1%              | 1.836              |
| 32              | 2024年7月7日  | 18.6%            | 3.282            | 17.8%              | 2.016              |
| 33              | 2024年7月13日 | 16.0%            | 2.779            | 15.6%              | 1.733              |
| 34              | 2024年7月14日 | 17.9%            | 3.191            | 17.2%              | 1.965              |
| 35              | 2024年7月20日 | 17.2%            | 3.067            | 16.1%              | 1.885              |
| 36              | 2024年7月21日 | 19.2%            | 3.326            | 18.2%              | 2.010              |
| 37              | 2024年8月10日 | 12.4%            | 2.185            | 11.8%              | 1.350              |
| 38              | 2024年8月11日 | 14.0%            | 2.526            | 14.0%              | 1.634              |
| 39              | 2024年8月17日 | 18.1%            | 3.270            | 17.2%              | 2.025              |
| 40              | 2024年8月18日 | 19.5%            | 3.544            | 17.4%              | 2.048              |
| 41              | 2024年8月24日 | 18.4%            | 3.168            | 17.2%              | 1.918              |
| 42              | 2024年8月25日 | 20.5%            | 3.489            | 19.8%              | 2.164              |
| 43              | 2024年8月31日 | 18.3%            | 3.072            | 17.4%              | 1.865              |
| 44              | 2024年9月1日  | 18.6%            | 3.230            | 17.5%              | 1.891              |
| 45              | 2024年9月7日  | 16.6%            | 2.906            | 15.3%              | 1.743              |
| 46              | 2024年9月8日  | 19.8%            | 3.453            | 18.7%              | 2.060              |
| 47              | 2024年9月14日 | 18.0%            | 3.168            | 17.5%              | 1.969              |
| 48              | 2024年9月15日 | 18.0%            | 3.187            | 16.5%              | 1.862              |
| 49              | 2024年9月21日 | 19.8%            | 3.450            | 17.6%              | 1.949              |
| 50              | 2024年9月22日 | 21.4%            | 3.771            | 20.4%              | 2.267              |
| 特輯            |               |                  |                  |                    |                    |
| 第1-36集 精華版 | 2024年8月4日  | 1.5%             | —                | —                  | —                  |

## 奖项荣誉
| 年份   | 颁奖礼                 | 奖项                        | 入围者 | 结果 | 参考    |
| ------ | ---------------------- | --------------------------- | ------ | ---- | ------- |
| 2024年 | 第10届APAN Star Awards | 长篇连续剧 男子最优秀演技奖 | 智鉉寓 | 獲獎 |         |
| 2024年 | 第10届APAN Star Awards | 长篇连续剧 女子最优秀演技奖 | 林秀香 | 獲獎 |         |
| 2024年 | 第10届APAN Star Awards | 长篇连续剧 女子优秀演技奖   | 車和娟 | 提名 |         |
| 2024年 | KBS演技大奖            | 大奖                        | 智鉉寓 | 提名 | [ 201 ] |
| 2024年 | KBS演技大奖            | 大奖                        | 林秀香 | 提名 | [ 201 ] |

## 外部連結
- 官方网站 
- Daum上《美女與純情男》的資料

## 電視節目的變遷
| KBS 2TV 週末劇                                   | KBS 2TV 週末劇                               | KBS 2TV 週末劇 |
| ------------------------------------------------ | -------------------------------------------- | -------------- |
|                                                  | 美女與純情男 （2024年3月23日—2024年9月22日） |                |
| 孝心的家各自為生 （2023年9月16日—2024年3月17日） | 熨斗家庭 （2024年9月28日—2025年1月26日）     |                |

| 全世界 KBS World 週末 21:00 - 22:20（UTC+9）       | 全世界 KBS World 週末 21:00 - 22:20（UTC+9）           | 全世界 KBS World 週末 21:00 - 22:20（UTC+9） |
| -------------------------------------------------- | ------------------------------------------------------ | -------------------------------------------- |
|                                                    | Beauty and Mr. Romantic （2024年4月6日—2024年10月6日） |                                              |
| Live Your Own Life （2023年9月23日—2024年3月31日） | Iron Family （2024年10月12日—2025年2月9日）            |                                              |

| 香港 Viu 頻道 星期一至五 20:00 - 21:00            | 香港 Viu 頻道 星期一至五 20:00 - 21:00        | 香港 Viu 頻道 星期一至五 20:00 - 21:00 |
| ------------------------------------------------- | --------------------------------------------- | -------------------------------------- |
|                                                   | 美女與純情男 （2024年12月12日—2025年3月26日） |                                        |
| 孝心的家各自為生 （2024年9月30日—2024年12月11日） | 熨斗家族 （2025年3月27日—2025年6月6日）       |                                        |